# South Gloucestershire
South Gloucestershire es una autoridad unitaria ubicada en el condado ceremonial de Gloucestershire (Inglaterra, Reino Unido). Fue creado en 1996 tras la abolición del condado de Avon como una fusión de los antiguos distritos de Kingswood y Northavon. Según la Oficina Nacional de Estadística británica, South Gloucestershire tiene una superficie de 496,95 km² y 245 641 habitantes.